# Doktor Who – seria 26 (1989)
Dwudziesty szósty sezon wersji klasycznej brytyjskiego serialu science-fiction pt. Doktor Who rozpoczął się 6 września 1989, premierą historii Battlefield, a zakończył się 6 grudnia 1989 historią Survival. Po tym sezonie nastąpił czas przerwy w działalności serialu, który trwał aż do 2005 roku (nie licząc filmu z 1996 roku).

## Obsada
Sylvester McCoy kontynuował wcielanie się w rolę siódmego Doktora, któremu w dalszym ciągu towarzyszyła Ace, grana przez Sophie Aldred.
Postać Brygadiera Lethbridge-Stewarta, grana przez Nicholasa Courtneya pojawia się w historii Battlefield. Jest to postać, która w serialu pojawiała się wielokrotnie, a wcześniejszy występ miał miejsce w historii The Five Doctors z 1983 roku.
Jean Marsh, aktorka grająca księżną Joanne w The Crusade, a także Sarę Kingdom w The Daleks’ Master Plan, pojawia się w historii Battlefield jako Morgaine.
Postać głównego antagonisty Doktora, Mistrza, grana przez Anthony’ego Ainleya powraca do serialu w historii Survival. Wcześniej postać ta pojawiła się w 1986 roku w historii The Ultimate Foe.

## Odcinki
| N/o | Tytuł               | Reżyseria        | Scenariusz      | Odcinki   | Emisja                                                                   | Kod |
| --- | ------------------- | ---------------- | --------------- | --------- | ------------------------------------------------------------------------ | --- |
| 152 | Battlefield         | Michael Kerrigan | Ben Aaronovitch | 4 odcinki | 6 września 1989 13 września 1989 20 września 1989 27 września 1989       | 7N  |
| Rycerze z innego wymiaru przybywają na Ziemię, by odnaleźć legendarny miecz excalibur i króla Artura. Doktor i Ace wraz z Brygadierem Lethbridge-Stewartem i nową załogą UNIT próbują im się przeciwstawić. |                     |                  |                 |           |                                                                          |     |
| 153 | Ghost Light         | Alan Wareing     | Marc Platt      | 3 odcinki | 4 października 1989 11 października 1989 18 października 1989            | 7Q  |
| Doktor i Ace trafiają do roku 1883 do nawiedzonego dworu, gdzie mieszkańcy żyją tylko w nocy. Wkrótce odkrywają oni statek kosmiczny w piwnicy. |                     |                  |                 |           |                                                                          |     |
| 154 | The Curse of Fenric | Nicholas Mallett | Ian Briggs      | 4 odcinki | 25 października 1989 1 listopada 1989 8 listopada 1989 15 listopada 1989 | 7M  |
| Załoga TARDIS przybywa do wojskowej bazy morskiej w hrabstwie Northumberland w czasie II wojny światowej, gdzie Doktor poznaje dr Judsona, eksperta od odszyfrowania. Niedaleko bazy odkrywają napis na którym wikingowie prorokowali powrót Fenrica, siły zła. |                     |                  |                 |           |                                                                          |     |
| 155 | Survival            | Alan Wareing     | Rona Munro      | 3 odcinki | 22 listopada 1989 29 listopada 1989 6 grudnia 1989                       | 7P  |
| Doktor zabiera Ace do jej rodzinnej dzielnicy Londynu. Okazuje się, że tam grasuje tajemnicza istota przypominająca czarnego kota. Ace zaczyna martwić fakt że nie ma większości jej dawnych przyjaciół z tego miejsca. Wkrótce Ace poznaje jeźdźca w postaci gepardo-człowieka, a ona wraz z Doktorem zostają przeniesieni do "planety gepardów", gdzie spotykają Mistrza. |                     |                  |                 |           |                                                                          |     |

## Wersja DVD
| Nazwa               | Ilość i czas odcinków                      | Data premiery       | Data premiery  | Data premiery    |
| Nazwa               | Ilość i czas odcinków                      | Region 2            | Region 4       | Region 1         |
| ------------------- | ------------------------------------------ | ------------------- | -------------- | ---------------- |
| Battlefield         | 4 × 25 min. 1 × 96 min.(edycja specjalna)  | 26 grudnia 2008     | 5 lutego 2009  | 5 maja 2009      |
| Ghost Light         | 3 × 25 min.                                | 20 września 2004    | 3 lutego 2005  | 7 czerwca 2005   |
| The Curse of Fenric | 4 × 25 min. 1 × 104 min.(edycja specjalna) | 6 października 2003 | 11 lutego 2004 | 1 czerwca 2004   |
| Survival            | 3 × 25 min.                                | 16 kwietnia 2007    | 6 czerwca 2007 | 14 sierpnia 2007 |

## Beletryzacje
Wszystkie odtworzenia odcinków na opowiadania z tej serii wydało wydawnictwo Target Books.
| Nazwa               | Autor       | Premiera             | Źródło |
| ------------------- | ----------- | -------------------- | ------ |
| Battlefield         | Marc Platt  | 18 lipca 1991        | [ 24 ] |
| Ghost Light         | Marc Platt  | 20 września 1990     | [ 25 ] |
| The Curse of Fenric | Ian Briggs  | 15 listopada 1990    | [ 26 ] |
| Survival            | Rona Mundro | 18 października 1990 | [ 27 ] |